# Thanh Phu
Thanh Phu é um distrito (em vietnamita: huyen) da província de Ben Tre, na  região do Delta do Rio Mekong, no Vietname. Sua população, de acordo com estimativas de 2004, era de 131 964 habitantes e possui uma área de 401 km². A capital do distrito é Ba Tri.
O distrito está localizado no sudeste da província. Faz limites com o Rio Ham Luong e o distrito de Ba Tri ao norte, ao sul com a província de Tra Vinh, com o distrito de Mo Cay Bac a oeste e a leste com o Mar da China Meridional.